# Отто Аммерманн
Отто Аммерманн (нім. Otto Ammermann, 7 вересня 1932) — німецький вершник.
Срібний призер Олімпійських Ігор 1976 року в командному триборстві.
Срібний призер Чемпіонату світу з кінного триборства 1978 року в командному триборстві.
Бронзовий призер Чемпіонату Європи з кінного триборства 1969 року в командному триборстві.